# دندان‌پزشکی
دندان‌پزشکی از رشته‌های پزشکی مرتبط با سلامت دهان و دندان است. دندان‌پزشک به تشخیص و درمان بیماری‌های دهان و دندان می‌پردازد و از همین رو عنوان دهان‌پزشکی نیز ذکر شده است.
در صورت کاربرد کلمه دندانپزشکی به آن Dentistry و در صورتی که کل بیماری های دهان را شامل شود به آن stomatolgy می گویند.

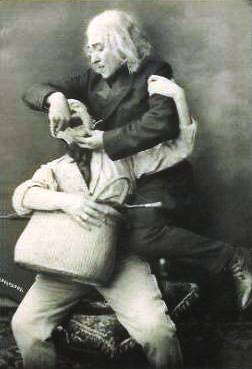
دندان‌پزشکی در چندصد سال اخیر پیشرفت‌های زیادی کرده است.

## تاریخچهٔ دندان‌پزشکی در جهان

### قرون وسطی
در فرانسه؛ آرایشگران اولین افرادی بودند که به ارائه خدمات مربوط به دهان و دندان پرداختند. آن‌ها به دو گروه عمده تقسیم می‌شدند؛ «آرایشگرهای ماهر و متخصص» و «آرایشگرهای عمومی».
گروه اول یا به عبارتی «آرایشگران ماهر» افرادی بودند آموزش‌دیده که تنوع و خدمات تخصصی‌شان آن‌ها را از آرایشگرهای عمومی متمایز می‌ساخت. دستهٔ دوم اما آرایشگرانی بودند که تنها توانایی تراشیدن ریش و کشیدن دندان را داشتند. شایان‌ذکر است که فرانسه در سال ۱۴۰۰ فعالیت‌های دندان‌پزشکی برای آرایشگران عمومی را ممنوع اعلام کرد و از آن به بعد این دسته از آرایشگرها تنها به خدمات آرایشگری می‌پرداختند.
در آلمان همانندِ فرانسه از سال‌های ۱۵۳۰ الی ۱۵۷۵ تنها افرادی می‌توانستند به ارائه خدمات دهان و دندان بپردازند که تألیفی در این حوزه داشته باشند. «پی‌یر فوشار» (Pierre Fauchard) فرانسوی را بعضاً پدر یا پایه‌گذار دندان‌پزشکی می‌نامند. او کتابش را پیرامون نگهداری و ترمیم دندان منتشر کرد. فوشار آرایشگر و دندان‌پزشکی بود که در دربار پادشاهی فرانسه خدمت می‌کرد.

### دورهٔ نوین
در گذشته، دندان‌پزشکی را برابر با دندان‌سازی می‌دانستند اما امروزه دندان‌سازی تنها بخشی از دندان‌پزشکی است.

## تاریخچهٔ دندان‌پزشکی در ایران
عدهٔ معدودی از سلمانی‌ها، شاگرد زرگرها و عطارها را می‌توان اولین افرادی دانست که با استفاده از روش‌های گوناگون، مبادرت به کشیدن دندان، گذاشتن روکش، ساختن دندان مصنوعی یا برای تسکین دردها و ورم‌های دهانی آن هم با وسایل بسیار اولیه مبادرت به انجام امور دندان‌پزشکی می‌کردند.
بعدها مسئلهٔ آموزش دندان‌پزشکی مطرح شد که پیشگامان این حرکت را می‌توان دکتر فالک کوش میلچارسکی، دکتر محسن سیاح و برخی دیگر از دندان‌پزشکان آن زمان دانست. دندان‌پزشکی، که شاخه‌ای از پزشکی بود، تنها کلاس طب (پزشکی) تا سال ۱۲۹۷ خورشیدی در مدرسهٔ دارالفنون بود. در آبان ماه آن سال، کلاس طب به مدرسهٔ طب تغییر کرد و در نتیجه، این مدرسه دارای اتاق و رئیس جداگانه‌ای گشت که محل آن در حیاط بزرگ دارالفنون قرار داشت.
با گذشت زمان و با جدا شدن مدرسهٔ طب از دارالفنون، چند اتاق در حیاط وزارت معارف به آن اختصاص داده شد. در سال ۱۳۰۰ خورشیدی، که دکتر سیاح تحصیلات خود را در اروپا به پایان رساند، به ایران مراجعت کرد و با افرادی نظیر دکتر میلچارسکی، دکتر اشتومپ و دکتر استپانیان آشنا شد. اکثر آن‌ها پزشکان ویژهٔ دربار بودند. در آن زمان به پیشنهاد دکتر میلچارسکی و دکتر سیاح و تصویب مسئولان وقت دستور راه‌اندازی مدرسهٔ دندان‌سازی داده شد. این مدرسه در سال تحصیلی ۱۳۰۹–۱۳۱۰ خورشیدی وابسته به مدرسهٔ عالی طب و مدیریت آن به عهدهٔ دکتر میلچارسکی و بعد به دکتر سیاح واگذار شد. در آن زمان، مدرسهٔ دندان‌سازی دو اتاق و یک زیرزمین داشت که امور درمانی، لابراتواری و اداری در آن انجام می‌گرفت.
تجهیزات و برخی از مواد عبارت بودند از چند صندلی با سلفدان‌های حلبی، چهار عدد چرخ پایی دندان‌پزشکی جهت کلینیک، یک میز چوبی، سه عدد چهارپایه، یک ولکانیزاتور و گچ ساختمانی که توسط محمدخان -اولین مستخدم مدرسهٔ دندان‌سازی- کوبیده می‌شد و الک می‌گردید. آموزش‌های نظری و عملی در این مقطع توسط دکتر آشوت هاروطونیان و شهریار سلامت انجام می‌شد. پایهٔ دانشگاه به سبک دانشگاه‌های اروپایی در سال ۱۳۱۳ خورشیدی ریخته شد. در مهرماه آن سال، دکتر محسن سیاح رئیس دانشکده و دکتر محسن لک عهده‌دار تدریس کلینیکی شدند. دورهٔ آن پنج سال بود که چهار سال آن صرف آموزش‌های عملی و نظری می‌گردید و یک سال به تهیه و تدوین پایان‌نامه اختصاص داشت.
امروزه شاهد پیشرفت‌های زیاد در این رشته و تخصصی شدن شاخه‌های این رشته هستیم. به طوری که یک دانشجوی دندان‌پزشکی باید برای اخذ مدرک دکترای عمومی دندان‌پزشکی در یک دورهٔ شش‌ساله تحت آموزش‌های نظری و عملی قرار گیرد که دو سال ابتداییِ این دوره مربوط به علوم پایهٔ پزشکی می‌باشد. دانشجویان می‌توانند پس از اخذ مدرک عمومی خود، به شرط قبولی در آزمون دستیاری، در یکی از شاخه‌های تخصصی این رشته ادامهٔ تحصیل دهند.

## تخصص‌ها
دندان‌پزشکی دانشی تخصصی است که سلامت دهان و دندان را به عنوان عضوی مهم در سلامت تن و روان، زیبایی و ادا کردن کلمات تأمین می‌کند. همچنین به یاری این دانش می‌توان بسیاری از بیماری‌ها را در مراحل اولیه شناخت و از پیشرفت آن‌ها جلوگیری نمود. برخی دندان‌پزشکان پس از فارغ‌التحصیلی از مقطع عمومی درصدد گرفتن تخصص برمی‌آیند. دوره‌های تخصصی به‌طور میانگین سه سال طول می‌کشند و هر دندان‌پزشک پس از طی این دوره که دستیاری (رزیدنتی) نامیده می‌شود، دندان‌پزشک متخصص در همان تخصص می‌گردد. برای گرفتن برخی تخصص‌ها مانند «جراحی دهان و فک و صورت» زمانی بیش از سه سال لازم است. اُرتودُنسی، آندودُنسی (تخصص درمان ریشه)، پارودُنسی یا پِریودانتیکس (تخصص جراحی لثه)، آسیب‌شناسی دهان و فک و صورت (پاتولوژیست دهان)، دهان‌پزشکی (تخصص بیماری‌های دهان و فک و صورت)، جراحی دهان و فک و صورت، رادیولوژی دهان و فک و صورت، تخصص پروتزهای ماگزیوفاشیال، دندان‌پزشکی ترمیمی، دندان‌پزشکی کودکان، تخصص مواد دندان‌پزشکی و تخصص دندان‌پزشکی اجتماعی؛ تخصص‌های دندان‌پزشکی موجود در ایران اند.
رشتهٔ دندان‌پزشکی در مقطع دکترای عمومی نحوه پیشگیری و درمان بیماری‌های دهان و دندان را آموزش می‌دهد.